# Хек
Хек, або мерлуза (лат. Merluccius) — рід риби родини Хекових. Поширені мерлузи на континентальному шельфі Атлантичного та Тихого океанів, на глибині від 100 до 1000 м.

## Біологія
Залежно від виду довжина тіла дорослої мерлузи становить від 30 см до 1,5 м. Забарвлення зазвичай сріблясто-сіре з темнуватою спинкою. Нижня щелепа довша верхньої. Від інших родів родини хекових відрізняються будовою хвостового плавця, який відокремлений від спинного і анального, а також тим, що другий спинний і анальний плавці приблизно однакової висоти.
Хоча мерлузи в основному є придонними рибами, але за здобиччю піднімаються в проміжні і верхні шари води. Харчуються переважно рибою, в тому числі і власним молодняком. Деякі види здійснюють сезонні міграції. Статевої зрілості зазвичай досягають у 3—4 роки. Нерест у більшості видів розтягнутий і припадає на літні місяці, ікринки пелагічні. Живуть мерлузи максимум до 20 років. Самиці ростуть швидше ніж самці, і не досягають дуже великих розмірів.

## Види
Рід містить 15 описаних видів:
- Merluccius albidus (Mitchill, 1818)
- Merluccius angustimanus Garman, 1899
- Merluccius australis (F. W. Hutton, 1872)
- Merluccius bilinearis (Mitchill, 1814) — Хек сріблястий
- Merluccius capensis Castelnau, 1861
- Merluccius gayi (Guichenot, 1848)
- Merluccius hernandezi C. P. Mathews, 1985
- Merluccius hubbsi Marini, 1933
- Merluccius merluccius (Linnaeus, 1758) — Хек європейський
- Merluccius paradoxus Franca, 1960
- Merluccius patagonicus Lloris & Matallanas, 2003
- Merluccius polli Cadenat, 1950
- Merluccius productus (Ayres, 1855) — Хек тихоокеанський
- Merluccius senegalensis Cadenat, 1950
- Merluccius tasmanicus Matallanas & Lloris, 2006

### Основні види

#### Хек європейський
Хек європейський (Merluccius merluccius) поширена в східній Атлантиці, від берегів Норвегії та Ісландії до Мавританії. Зустрічається в Середземному та Чорному морях. Найчастіше зустрічається на глибині 150—400 м, хоча трапляється і на глибині до 1000 м, як правило, на шельфі.
Хек європейський — це гарна сріблясто-сіра риба завдовжки до 1,4 м. Максимальна вага — 15 кг. Вдень тримається біля дна, ночами піднімається у верхні шари води. Дорослі риби харчуються пелагічними рибами (анчоусами, оселедцями, скумбрією, сардиною, трісковими) та кальмарами; молодняк — дрібними ракоподібними, в основному евфаузієвими. Нерест в європейських водах дуже тривалий — з весни до осені, викидання ікри порційне. Ікринки спливають на поверхню. Личинки мерлузи живуть в товщі води до фази малька, а після того поступово переходять до придонного способу життя.
У європейських водах промислові скупчення мерлуза утворює зазвичай перед і під час нересту. Ловлять її в основному біля берегів Ірландії, Шотландії та Португалії в Біскайській затоці і біля Північно-Західної Африки. Найбільший вилов відбувається в зимовий і весняний сезони на глибині 200—400 м. М'ясо у цієї риби смачне, хоч і нежирне.
Мерлуза дуже цінується в Іспанії.

#### Хек сріблястий
Хек сріблястий (Merluccius bilinearis) водиться біля берегів Північної Америки від протоки Бель-Айл до Багамських островів, на глибинах від 50 до 900 м. Найбільш численна від південного Ньюфаундленда до Південної Кароліни.
Досягає довжини 76 см і ваги 2,3 кг, тривалість життя — до 12 років. У перші роки життя харчується дрібними планктонними ракоподібними — креветками, калянусом евфаузієвих. Після настання статевої зрілості стає хижаком і полює на зграйних пелагічних риб (оселедця, скумбрію та ін.), великих безхребетних (креветок і кальмарів) та навіть власний молодняк.
Хек сріблястий здійснює сезонні міграції: зиму проводить на материковому схилі, а навесні в переднерестовий період виходить на мілини шельфу. Нереститься з травня по жовтень на глибинах 40—150 м. Основні нерестовища розташовані на південному і південно-східному схилах банки Джорджес або Великої Ньюфаундлендської банки. За один нерестовий сезон одна самиця викидає близько 400 000 ікринок. Виловлюють сріблястого хека в основному біля берегів Нової Шотландії, в затоці Мен і на банці Джорджес на глибині до 220 м. Загальний вилов в 1999 р. становив 27 567 тонн. Найбільший промисел у США та Канаді.

#### Хек тихоокеанський
Хек тихоокеанський, або орегонський (Merluccius productus), живе в північно-східній частині Тихого океану від о. Ванкувер до Каліфорнійської затоки; зрідка зустрічається в південно-східній частині Берингового моря. Найчисленніші скупчення риби в тихоокеанських водах біля Каліфорнії, Орегон а, Вашингтона та Британської Колумбії. У довжину ця риба досягає 91 см, але під час вилову переважають особини довжиною 45—55 см. Тривалість життя — 15 років. Належить до швидкоростучих видів риб. Статевозрілою стає у віці 3 років при довжині 35—40 см.
Тихоокеанська мерлуза здійснює тривалі, понад 1000 км, міграції на нерест і в райони харчування. Нерест відбувається в січні — квітні в водах Південної Каліфорнії на глибинах 200—300 м, часто на відстані до 200 миль від берега. Плодючість коливається від 80 до 500 тисяч ікринок. Ікра пелагічна, діаметром 0,8—1,2 мм. Щільних скупчень в цей час мерлуза не утворює. Після нересту статевозрілі особини мігрують на північ та в бік берега, в серпні-вересні досягаючи острова Ванкувер та затоки Королеви Шарлотти. Під час міграційного намулювання ваги утворює щільні скупчення. На мілководді (80—150 м) зграйки риби тримаються дна, але з глибиною відриваються від ґрунту і плавають у 100—300 метровому шарі води. У жовтні-грудні починається зворотна міграція дорослих особин на зимівлю в південні райони. Харчується хек в основному евфаузієвими рачками, але в раціоні великих особин істотну роль відіграють риби: (анчоус, корюшка, молодняк оселедця) і креветки. Своєю чергою мерлузою харчуються морські леви та дрібні китоподібні.
До 1966 р. тихоокеанська мерлуза майже не мала господарського значення, поки в 1966—1967 рр. не виявили її промислові скупчення. Тихоокеанська мерлуза — одна з найчисленніших риб системи Каліфорнійської течії, проте її кількість значно залежить від врожайності окремих поколінь. В 1999 р. загальний вилов тихоокеанської мерлузи склав 217 000 тонн, велика частка якого припала на США.

#### Інші промислові види мерлузи
Хек аргентинський (Merluccius hubbsi) живе біля атлантичного узбережжя Південної Америки, від південної Бразилії до Фолклендських островів. Виловлюється в основному Аргентиною та Уругваєм. Загальний улов в 1999 р. склав 372 тис. тонн.
Хек чилійський (Merluccius gayi) поширена тільки біля тихоокеанських берегів Перу та Чилі, однак, починаючи з 1960-х років, є важливим об'єктом рибальства.
Хек новозеландський (Merluccius australis) досить звична біля берегів Нової Зеландії та Патагонії і є тут об'єктом промислу. Проте цей вид риби не зустрічається біля берегів Австралії.
Хек капський (Merluccius capensis) поширена від берегів Анголи до ПАР в межах континентального схилу. Після 1962 р. вона перетворилася на дуже важливий об'єкт рибного промислу. Вилов цього виду мерлузи становить понад 600 тис. тонн.